# 谷訯
谷 䚮（たに あつし、1933年11月19日 - ）は、日本の元競泳選手。愛知県海部郡弥富町前ヶ須出身。1956年メルボルンオリンピック日本代表。100m自由形の元日本記録保持者。

## 経歴
愛知県立津島高等学校併設中学校、早稲田大学高等学院、早稲田大学商学部卒業。
1954年8月8日、早稲田大学対愛知の100m自由形で19年ぶりに遊佐正憲の日本記録を更新した。1955年8月23日、日米対抗戦奈良大会において日本初となる100m自由形で56秒台となる56秒8の日本記録を樹立した。決勝ではさらに記録を更新する56秒4を出した。
1956年のオリンピック選考会で100m自由形で2位に入り、メルボルンオリンピック日本代表に選出された。メルボルンオリンピックでは100m自由形で7位、800mフリーリレーで4位になった。

## 主な実績
- 1952年インカレ　100m3位
- 1953年日本選手権　100m4位　200m4位
- 1953年インカレ　100m3位　200m1位
- 1954年フィリピン選手権　100m2位　200m2位
- 1954年日本選手権　100m3位　200m3位
- 1955年日本選手権　100m3位　200m3位
- 1955年日米対抗　100m4位　200m4位
- 1955年インカレ　100m1位　200m2位
- 1956年日本選手権　100m2位

出典